# Létavértes
Létavértes ist eine Stadt im Kreis Derecske im Osten von Ungarn. Sie war bis Ende 2012 der Verwaltungssitz des Kleingebietes Derecske-Létavértes. Die Stadt wurde am 1. Juli 1970 aus den Orten Nagyléta und Vértes gebildet, am 1. Juli 1996 erfolgte die Stadterhebung.

## Geografie
In der Gemeinde entsteht der Kék-Kálló.
Létavértes grenzt an folgende Gemeinden:
|               | Újléta                                      |       |
| Monostorpályi | Kompassrose, die auf Nachbargemeinden zeigt | Kokad |
| Pocsaj        | Diosig (RO-BH)                              |       |

## Geschichte
Nagylétát  wurde erstmals 1291 erwähnt.

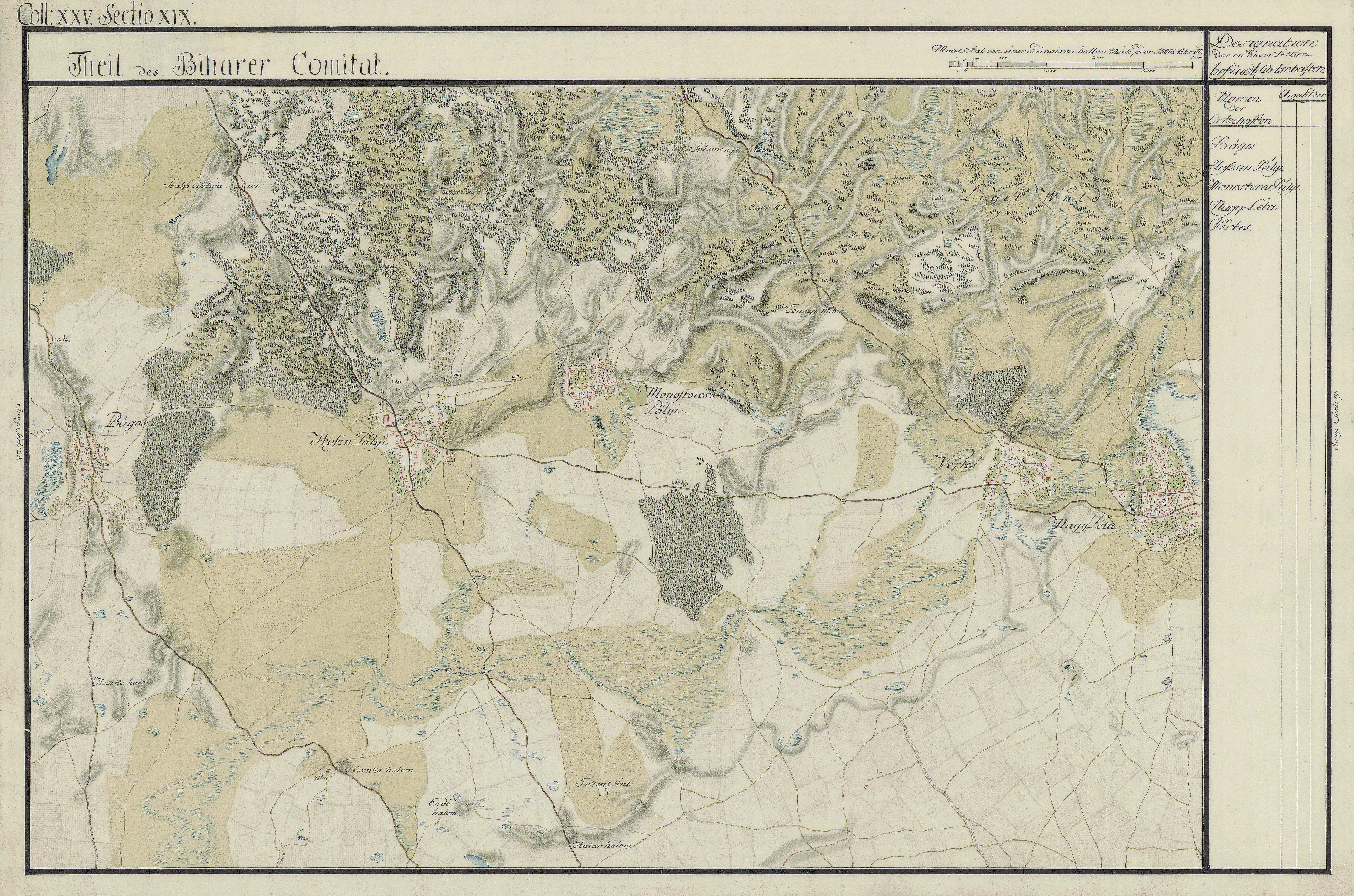
Vértes und Nagy Léta (rechts Mitte) um 1782 (Aufnahmeblatt der Josephinischen Landesaufnahme)
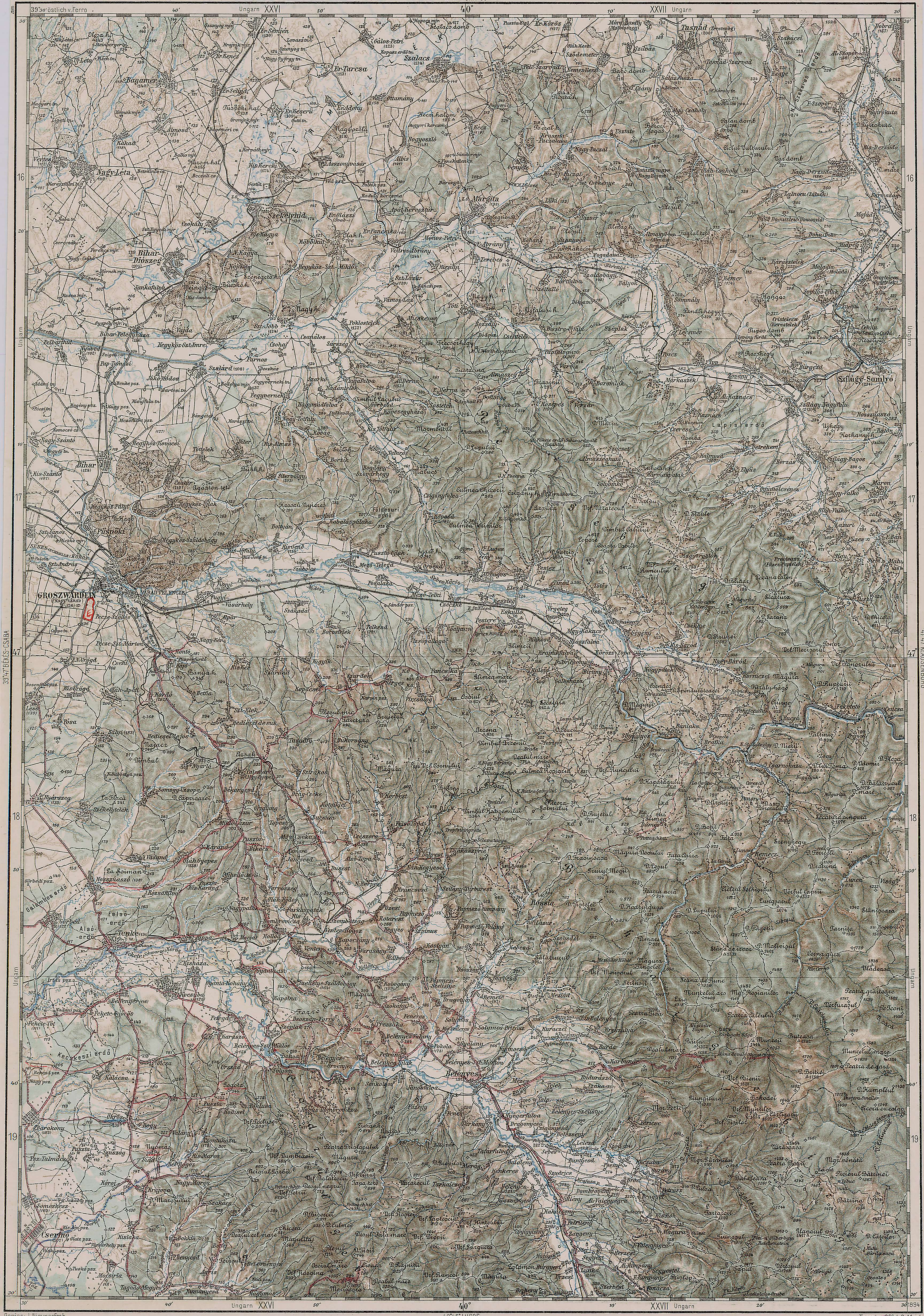
Vertes und Nagy-Léta (N 47° 23'; O 39° 33') um 1892 (Aufnahmeblatt der Franzisco-Josephinischen Landesaufnahme)

## Wirtschaft und Verkehr
Die Stadt ist ein Endbahnhof der Bahnstrecke Debrecen–Létavértes, deren Betrieb allerdings am 13. Dezember 2009 eingestellt wurde.

## Partnerschaften
Săcueni, Rumänien